# Lafaure
Le Lafaure (basque : Aphura) est un cours d'eau du Pays basque français (département des Pyrénées-Atlantiques). Il arrose les coteaux du sud de l'Adour.
Il prend sa source sur la commune d'Ainharp  et se jette dans le Saison à Espiute.

## Département et communes traversés
Pyrénées-Atlantiques :
- Ainharp
- Aroue-Ithorots-Olhaiby
- Espiute
- Etcharry
- Lohitzun-Oyhercq
- Saint-Gladie-Arrive-Munein

## Principaux affluents
- le ruisseau le Hourquet
- l'Eyherabideco erreka

## Hydronymie
L'hydronyme apparaît sous les formes
la Phaura en 1538 (réformation de Béarn) et
la Phaure et 1863 (dictionnaire topographique Béarn-Pays basque).